# 왕권신수설
왕권신수설(王權神授說, Divine Right of Kings)은 절대주의(絶對主義)시대에 왕권의 절대성을 주장한 이론이다.
이에 따르면 국왕의 권력은 신(神)으로부터 받은 것이며, 지상의 여하한 것으로부터도 주어진 것이 아니라고 하여, 국왕권력의 정당성의 근거를 직접 신에게서 구하였다.

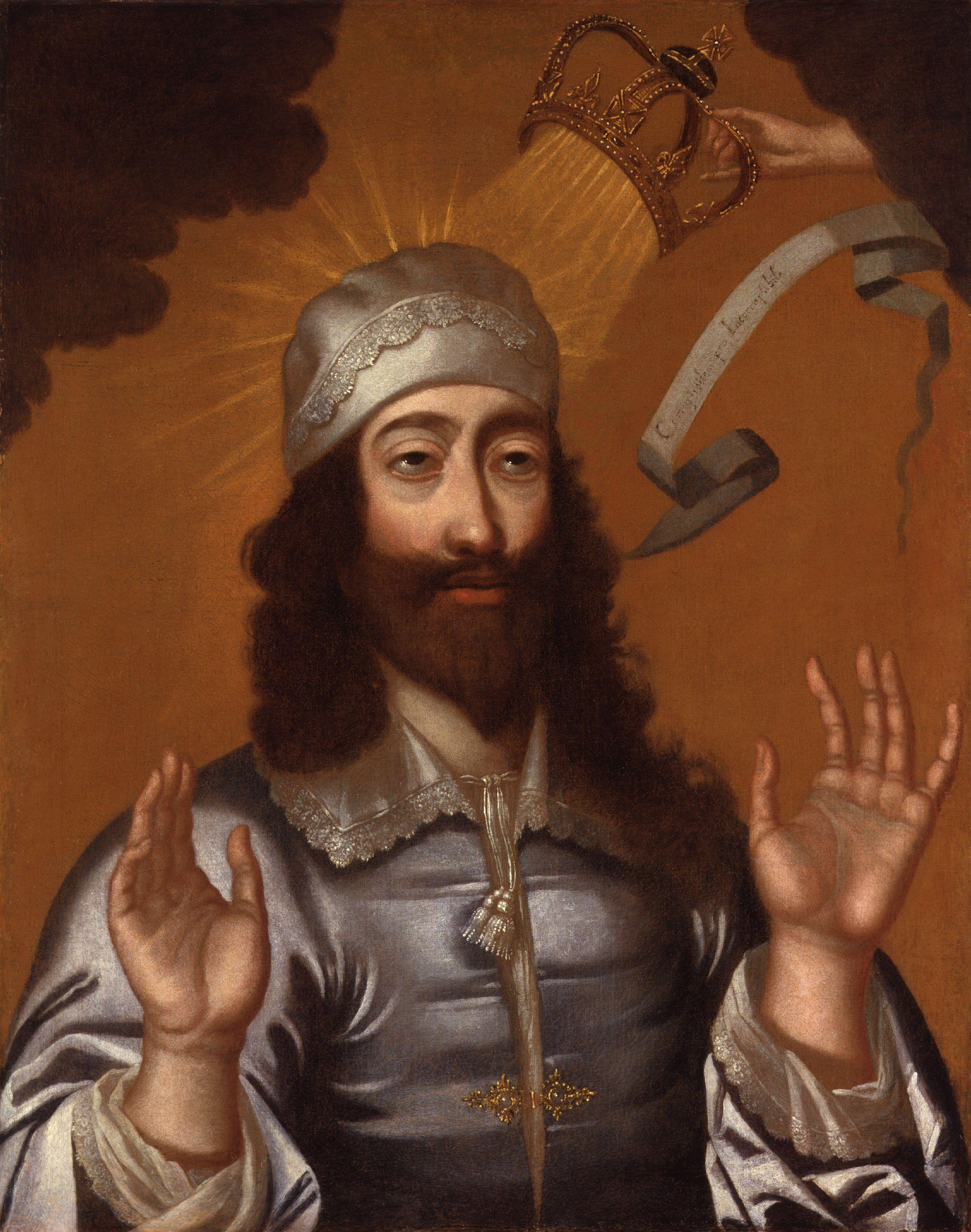

이에 따라 대외적으로는 로마 교황 및 신성 로마 제국 황제의 국왕 권력에 대한 간섭을 배제하고, 대내적으로는 봉건제후(封建諸侯)의 국왕권력에 대한 간섭을 배제하고자 하였다.
왕권신수설을 주장한 유명한 사람으로는 장 보댕(Jean Bodin), 프랑스의 루이 14세, 스코틀랜드의 제임스 1세 등이 있다. 보댕의 설은 프랑스 절대왕정 확립을 위해 유효 적절한 역할을 했을 뿐 아니라 기타 유럽 제국(諸國), 특히 튜더 절대 왕정의 옹호론으로서도 큰 역할을 하였다.
제임스 1세는 절대주의 국가에서 왕이 지나친 권력을 휘둘러 국민들의 저항이 높아지자 왕권을 뒷받침 하기 위한 설은 당시 영국에 있어서 절대주의의 기반이 흔들려 국왕의 권력 자체가 문제시되어 이를 보강할 목적에서 주장된 것이다.
| “ | 군주제는 신이 명령하는 것이며 왕은 신에게만 책임이 있다. 따라서 왕이 사악(邪惡)할지라도 국민이 이것을 비판할 권리는 갖지 못한다. 즉 왕의 법에 따라서 심판을 받게 되어 있는 국민은 왕의 심판관이 될 수 없다. | ” |
|   | — 잉글랜드의 제임스 1세, 『제왕도(帝王道)』 |   |

이러한 그의 정치철학은 당연히 절대주의의 정치이념을 전형적으로 보여주는 것이었다. 그는 의회에 의한 왕정 비판이 왕의 대권(大權)을 침해하는 것으로 간주하면서 의회의 권한을 무시하고 독단 전행(專行)의 정치를 강행한 것이다.

## 같이 보기
- 절대주의
- 전제군주제
- 신권 정치
- 칼리파국
- 특권 (군주제)
- 신성한 왕
- 신명론

## 참고 자료
- 이 문서에는 다음커뮤니케이션(현 카카오)에서 GFDL 또는 CC-SA 라이선스로 배포한 글로벌 세계대백과사전의 내용을 기초로 작성된 글이 포함되어 있습니다.